# Walter Hartwig
Walter Hartwig (* 2. Februar 1874 in Leipzig; † 1942) war ein deutscher Landschaftsmaler.
Er malte vor allem Aquarelle, von denen eine Vielzahl auf Ansichtspostkarten im Jenny-Verlag Leipzig-Anger, Herbartstraße 3 vertrieben worden ist. Ferner schuf Hartwig auch mehrere Ölgemälde auf Leinwand und Kopien von Gemälden anderer Künstler.

## Werke (Auswahl)
- Aquarell Schloß Rochsburg i. Sachs., Erster Hof mit Pulverturm
- Aquarell Schloß Rochsburg i. Sachs., Zweiter Hof mit tausendjähr. Ziehbrunnen
- Ölgemälde Blick auf Kapstadt und den Tafelberg, 39 × 50 cm, Öl auf Karton

| Personendaten    | Personendaten              |
| ---------------- | -------------------------- |
| NAME             | Hartwig, Walter            |
| KURZBESCHREIBUNG | deutscher Landschaftsmaler |
| GEBURTSDATUM     | 2. Februar 1874            |
| GEBURTSORT       | Leipzig                    |
| STERBEDATUM      | 1942                       |